# Carl von Paur

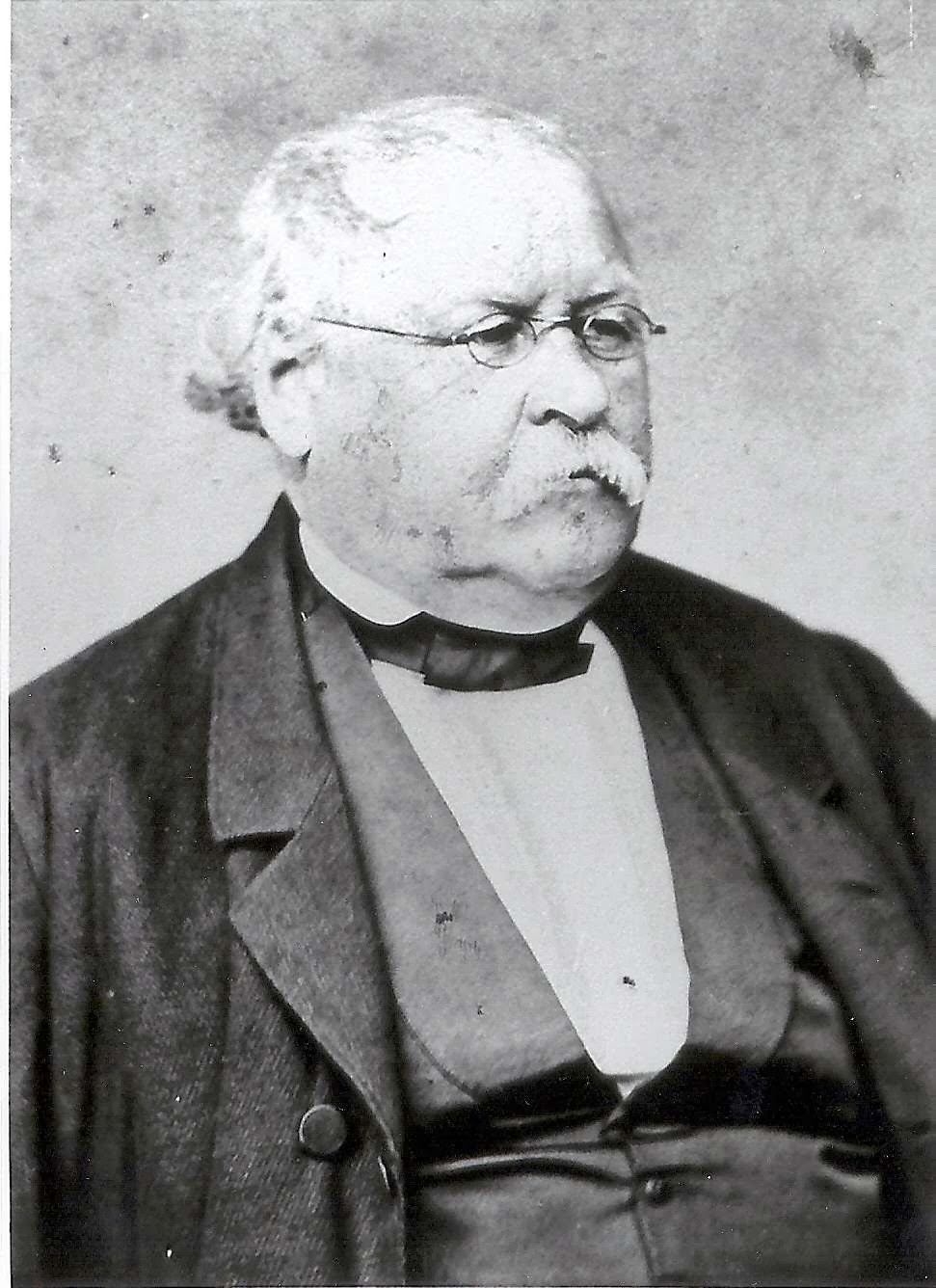
Carl von Paur

Carl von Paur (* 29. Juni 1804 in Unterbruck; † 6. Dezember 1873 in Weilheim) war ein bayerischer Beamter und Politiker.

## Leben
Von Paur wurde als Sohn des Posthalters zu Unterbruck, Karl Friedrich von Paur (1780–1854), geboren. Der Vater, der Bierbrauer-Familie Paur in Schloss Isareck entstammend, erwarb 1814 Schloss Kammerberg einschließlich des Patrimonialgerichtes 2. Klasse vom Freiherrn von Püll und wurde 1818 in die Adelsmatrikel des Königreiches Bayern unter „Ad P10“ eingetragen. Seine Schwester war mit dem Münchener Kunstmaler Johann Georg Hiltensperger verheiratet.
Carl von Paur war zunächst Patrimonialgerichtshalter I. Klasse und wurde 1838 als 2. Landgerichtsassessor in Vilshofen, 1844 als 1. Landgerichtsassessor in Trostberg vom bayerischen Staat übernommen. 1845 erfolgte seine Ernennung zum Landrichter in Kötzting und 1862 zum Bezirksamtmann. Er erhielt 1865 den Rang als Regierungsrat und wurde 1869 pensioniert. Er stiftete in Bad Kötzing zur Erinnerung an Kaiser Ludwig den Bayern den 1849 bis 1851 errichteten Ludwigsturm, der in die Denkmalliste eingetragen ist.
Neben seiner administrativen Tätigkeit war von Paur auch politisch tätig. Er gehörte von 1863 bis 1869 der bayerischen Kammer der Abgeordneten an.